# Grancy
Grancy é uma comuna do cantão de Vaud, na Suíça, localizado no distrito de Morges.

## Demografia
Historicamente, a localidade tem tido a seguinte evolução demográfica: